# Exotisierung
Exotisierung ist ein kulturwissenschaftlicher Begriff für soziale Prozesse, Verhaltensweisen und Darstellungsweisen, die das Verhältnis von „Fremdem“ und „Eigenem“ beeinflussen.
Bezogen auf die eigenen Normen und Werte wird bei der Exotisierung dem „Fremden“ eine grundlegende Andersartigkeit zugeschrieben und die kognitive Fähigkeit zur Aneignung der eigenen kulturellen Ordnungen abgesprochen. Das Konstrukt des „Anderen“ oder „Fremden“ kann bei der Exotisierung je nach Ausrichtung auf antisemitischen und/oder rassistischen Einstellungen und Verhaltensweisen basieren.
Im Gegensatz dazu besteht auch die Strategie der Normalisierung durch Angleichung.
Exotisierung ist eine Erscheinungsform des oft als „positiv“ bezeichneten Rassismus, der sich in Dichotomien wie dem Begriff des „Edlen Wilden“ ausdrückt.
In kulturseparatistischen Vorstellungen des Multikulturalismus zeigt sich die Exotisierung durch das Nicht-Wahrnehmen von Kulturausformungen in der Mehrheitsgesellschaft durch die Minderheitsgesellschaft, wie zum Beispiel die Einflüsse jüdischer Tradition auf die „deutsche“ Kultur in Sprache, Musik, Wissenschaft und Literatur.
Die Rezeption von Elementen außereuropäischer Kulturen in der europäischen Kultur (vor allem in der bildenden Kunst und der Literatur) wird als Exotismus bezeichnet. Siehe dazu auch Orientalismus und Japonismus.